# Enemies (Post Malone)
Enemies è un singolo del rapper statunitense Post Malone, pubblicato il 17 settembre 2019 come quarto estratto dal terzo album in studio Hollywood's Bleeding.
Il brano vede la partecipazione del rapper statunitense DaBaby.

## Tracce
Testi e musiche di Austin Post, Jonathan Kirk, Louis Bell e Billy Walsh.
1. Enemies (feat. DaBaby) – 3:16

## Formazione
Musicisti
- Post Malone – voce
- DaBaby – voce aggiuntiva
- Louis Bell – strumentazione, programmazione

Produzione
- Louis Bell – produzione, produzione vocale
- Billy Walsh – registrazione
- Manny Marroquin – missaggio
- Chris Galland – assistenza al misaggio
- Robin Florent – assistenza al misaggio
- Scott Desmarais – assistenza al misaggio
- Jeremie Inhaber – assistenza al missaggio
- Mike Bozzi – mastering

## Classifiche
| Classifica (2019) | Posizione massima |
| ----------------- | ----------------- |
| Australia         | 28                |
| Canada            | 15                |
| Danimarca         | 25                |
| Estonia           | 20                |
| Francia           | 160               |
| Grecia            | 24                |
| Islanda           | 28                |
| Italia            | 59                |
| Lettonia          | 22                |
| Lituania          | 28                |
| Norvegia          | 17                |
| Nuova Zelanda     | 37                |
| Paesi Bassi       | 32                |
| Portogallo        | 41                |
| Repubblica Ceca   | 22                |
| Slovacchia        | 20                |
| Stati Uniti       | 16                |
| Svezia            | 32                |
| Ungheria          | 16                |